# Koča na Travniku
Schronisko na Travniku (słoweń. koča na Travniku) – schronisko turystyczne w Alpach Kamnicko-Sawińskich w Słowenii.

## Opis
Schronisko stoi na przestronnej hali trochę pod szczytem Velikiego Travnika (1637 m) na trasie Słoweńskiego Szlaku Górskiego między Smrekovcem i Raduhą. Ljubniańscy turyści najpierw wybudowali schron; zaczęli go budować w 1976, uroczyste otwarcie miało miejsce 27 sierpnia 1978. Nazwali je na cześć Anteja Tevža (1894-1971), wielkiego miłośnika gór, pieśniarza i kompozytora. Schron z czasem nie był wystarczające dla potrzeb turystów, dlatego w PD (Towarzystwie Górskim) Ljubno zdecydowało, że zostanie powiększone. W 1988 rozpoczęto przygotowania do budowy, w następnym roku schron powiększono, w 1990 zaś schronisko dokończono i wyposażono. Uroczyste otwarcie powiększonego i odnowionego schroniska, przemianowanego na Kočę na Travniku, miało miejsce 2 września 1990.
Schronisko jest otwarte od początku czerwca do końca września w soboty, niedziele i święta; dla większej grupy turystów, którzy się najpierw zapowiedzą, otwiera się też w tygodniu. Podawane są tylko ciepłe i zimne napoje; jedzenie przygotowuje się tylko dla większych grup po uprzednim umówieniu się. W jadalni są 24 siedzenia, przy stołach przed schroniskiem zaś 50; w dwóch pokojach jest 16 łóżek, we wspólnej noclegowni nad budynkiem gospodarczym zaś 6; WC, woda bieżąca przy korytku przed schroniskiem; w jadalni jest piec; oświetlenie gazowe.

## Widok
Na wschodzie widzimy Komen, najwyższy szczyt Smrekovškiego pogorja i jego południowe zbocza, które spadają do wąskich dolin potoków Žep i Krumpah, na lewo od Komena zaś widzimy za przełęczą Hlipovec oraz Uršlją gorę; na południowym zachodzie wznoszą się nad doliną Ljubnicy zachodnie zbocza Golów; na południu nad Zadrečka doliną wznoszą się Dobrovolje, Menina planina i Veliki Rogac, na zachód zaś są Dleskovškie płaskowyże i wschodnia część Alp Sawińskich między Velika planina i dolinami Lučnicy i Savinji; na zachód widzimy tu i tam między drzewami Ojstricę i Raduhę; na północnej stronie jest oddalony o 15 min szczyt Travnika, który miejscowi nazywają Turnovka. Z Travnika jest dobry widok na Alpy Sawińskie na zachód, na Pec i Cełowiecką kotlinę na północy, a przy dobrej pogodzie także na Wysokie Taury z Großglocknerem, na wschód zaś aż do szczytów w chorwackim Zagorju i do Medvednicy.

## Dostęp
- samochodem lokalna i leśną drogą z Ljubna ob Savinji, przez Ljubenske Rastke i przez południowo-wschodnie zbocza Travnika do miejsca parkingowego, 16 km
- z Ljubna ob Savinji, przez Primož i Mali Travnik – 3 h 30
- lokalna drogą z Ljubna ob Savinji do Ljubenskich Rastków, przez Planinę i koło szpitala Celje oraz pod Travnikiem – 3 h 30.
- z Mozirja, przez Šmihel nad Mozirjem i koło schroniska na Smrekovcu – 6 h 30.
- z Mozirja, przez Golte i koło schroniska na Smrekovcu – 8 h.
- lokalną drogą z Rečicy ob Savinji do Suhej, 3 km, przez Golte i koło schroniska na Smrekovcu – 8 h.
- lokalną drogą z Rečicy ob Savinji do Nigujnicy, 4 km, przez Golte i koło schroniska na Smrekovcu – 8 h.
- z Šoštanja, przez Bele vode i koło schroniska na Smrekovcu – 7 h.
- regionalną drogą Šoštanj-Črna na Koroškem, do przełęczy Spodnje Sleme, koło Andrejovego schroniska na Slemenu i schroniska na Smrekovcu – 5 h.
- lokalną drogą Črna na Koroškem-Pavličevo sedlo, do odbicia na gospodarstwo Osojnik, do schroniska – 2 h.
- lokalną drogą Črna na Koroškem-Pavličevo sedlo, do przełęczy Spodnje Sleme, przez Prosenčev vrh i Durce – 4 h.
- z Solčavy, SPP-em, koło schroniska w Grohacie pod Raduhą i przez Durce – 3 h 45.
- z Luč ob Savinji, przez halę Kal i koło schroniska na Loce – 5 h 30.

Do Ljubna, Mozirja, Šoštanja, Solčavy, Luč ob Savniji można się dostać autobusem.

## Szlaki turystyczne
- schronisko na Loce pod Raduhą (1534 m), 2,30 h (łatwy szlak)
- dom na Smrekovcu (1377 m), 2,30 h (łatwy szlak)
- schronisko w Grohacie pod Raduhą (1460 m), przez Durce, 3,45 h (bardzo trudny szlak)
- Velika Raduha (2062 m), 4.00 h (łatwy szlak)
- Komen (1684 m), 1,30 h (łatwy szlak)
- Smrekovec (1577 m), 2,30 h (łatwy szlak)
- Veliki Travnik (1637 m), 15 min (łatwy szlak)